# Тракийски говор
Тракийският говор е български диалект, представител на източните рупски говори. Условно може да се раздели на два подговора: северен и южен.
Разпространен е в Тракийската низина – в районите на Първомай, Елхово, Хасково, Свиленград, Харманли, Тополовград. Българските малцинства в Източна Тракия и Западна Тракия също говорят на този диалект.

## Характеристики
Следните особености са характерни и за двата подговора:
- Липса на звучните африкати дж и дз: авжѝйа, зàден’.
- Изпадане на съгласната т от групата стр: òсра (остра), срèлка (стрелка).
- Форми на личното местоимение за 3 лице н’ега (него), хи (ѝ), хми (им).

Следните особености са характерни само за северния подговор:
- Частици за бъдеще време жъ, шъ и зъ
- Запазена агломеративна форма при личните имена от мъжки род: у нàшийъ Хрѝста, Пèтка вѝд’ели, дàй на Вàн’а).

Следните особености са характерни само за южния подговор:
- Частица за бъдеще време к’е.
- Запазени форми от:
  - сложното склонение в гломеративен падеж: йѝди рỳкни нàш’ък Пèтра, деч’ѝнк’ит’ạ у йунàка тỳк утѝвạт
  - дателен падеж за единствено число: брàтуму нạ дàват, вѝд’ел мòмч’етуму мàйкътъ